# Mu Arae c
Pour les articles homonymes, voir Dulcinée (homonymie).
Mu Arae c ou Dulcinée, également appelée HD 160691 c, est une exoplanète en orbite autour de l'étoile µ Arae, située à environ 51 années-lumière (15,5 pc) du Soleil, dans la constellation de l'Autel. Cette étoile est une naine jaune très semblable au Soleil, quoiqu'un peu plus grande et deux fois plus lumineuse, avec une métallicité double de celle du Soleil. Quatre planètes ont été détectées autour de cette étoile par la méthode des vitesses radiales :
| Planète                        | Masse (MJ) | Demi-grand axe (UA) | Période orbitale (d) | Excentricité    |
| ------------------------------ | ---------- | ------------------- | -------------------- | --------------- |
|                                |            |                     |                      |                 |
| µ Ara c                        | ≥ 0,03321  | 0,09094             | 9,6386 ± 0,0015      | 0,172 ± 0,04    |
| µ Ara d                        | ≥ 0,5219   | 0,921               | 310,55 ± 0,83        | 0,0666 ± 0,0122 |
| µ Ara b                        | ≥ 1,676    | 1,497               | 643,25 ± 0,90        | 0,128 ± 0,017   |
| µ Ara e                        | ≥ 1,814    | 5,235               | 4 205,8 ± 758,9      | 0,0985 ± 0,0627 |
|                                |            |                     |                      |                 |
| Système planétaire de Mu Arae. |            |                     |                      |                 |

Mu Arae c a été découverte par le projet HARPS à l'Observatoire de La Silla, le 25 août 2004. Avec une masse minimum initialement estimée à 14 MT puis revue à 10,55 MT, c'est la première exoplanète de type Neptune chaud à avoir été découverte.
Elle boucle en 9,6 jours une orbite assez excentrique l'amenant entre 0,075 29 et 0,106 59 UA de µ Arae.
La nature de cette planète est incertaine, dans la mesure où 14 MT est la limite supérieure généralement admise pour la taille des planètes telluriques.
La métallicité élevée de l'étoile rend théoriquement envisageable la formation d'une planète rocheuse de cette taille, d'autant qu'elle se serait a priori formée en deçà de la limite des 3,2 UA matérialisant, dans ce système planétaire, la condensation des composés volatils tels que le méthane CH4, l'ammoniac NH3 et l'eau H2O.
Cependant, plusieurs modèles convergents laisseraient penser que cette planète aurait pu accréter de grandes quantités de composés volatils avant que l'étoile ne les disperse, donnant naissance à un astre pourvu d'un noyau d'environ 6 MT entouré d'une épaisse couche de gaz, l'ensemble ayant une structure rappelant la planète Neptune de notre Système solaire.

## Désignation
Mu Arae c a été sélectionnée par l'Union astronomique internationale (IAU) pour la procédure NameExoWorlds, consultation publique préalable au choix de la désignation définitive de 305 exoplanètes découvertes avant le 31 décembre 2008 et réparties entre 260 systèmes planétaires hébergeant d'une à cinq planètes. La procédure, qui a débuté en juillet 2014, s'achèvera en août 2015, par l'annonce des résultats, lors d'une cérémonie publique, dans le cadre de la XIXe Assemblée générale de l'IAU qui se tiendra à Honolulu (Hawaï).